# L'uomo di Santa Cruz
L'uomo di Santa Cruz (Kid Vengeance) è un film del 1976 diretto da Joseph Manduke. Il film è conosciuto in Italia anche con il titolo Vendetta.
È un film western statunitense e israeliano con Lee Van Cleef, Jim Brown e Leif Garrett.

## Produzione
Il film, diretto da Joseph Manduke su una sceneggiatura di Ken Globus, Bud Robbins e James Telfer, fu prodotto dallo stesso Globus e da Menahem Golan e Frank Johnson per la Golan-Globus Productions e la Irwin Yablans Company e girato in Israele da dicembre 1975 a gennaio 1976.

## Distribuzione
Il film fu distribuito in Italia nel dicembre 1976; negli Stati Uniti col titolo Kid Vengeance nell'agosto del 1977 distribuito dalla Cannon Film Distributors. Fu poi redistribuito col titolo Take Another Hard Ride.
Altre distribuzioni:
- Italia: dicembre 1976 (L'uomo di Santa Cruz e Vendetta)
- Finlandia: 13 maggio 1977 (Elämän julma hinta e Kuoleman hymy)
- Svezia: 26 maggio 1977 (Hämnd till varje pris)
- Francia: 27 luglio 1977 (Les cavaliers du diable)
- Turchia: gennaio 1978 (Korkunç Baskın)
- Colombia: 31 ottobre 1979
- Spagna: 23 febbraio 1981 (Venganza sangrienta e La venganza)
- Brasile (A Vingança)
- Canada (Vendetta)
- Grecia (Prohora, alloios tha pethanis)
- Germania Ovest (Tödliche Rache)

## Critica
Secondo il Morandini è un "discreto film spettacolare, divertente, di misurata violenza". Secondo Leonard Maltin il film è un "cruento, macabro e sgradevole western".

## Promozione
La tagline è: "He watched them massacre his father... Shame his mother... Take his sister. They made him...".